# イェール音楽院

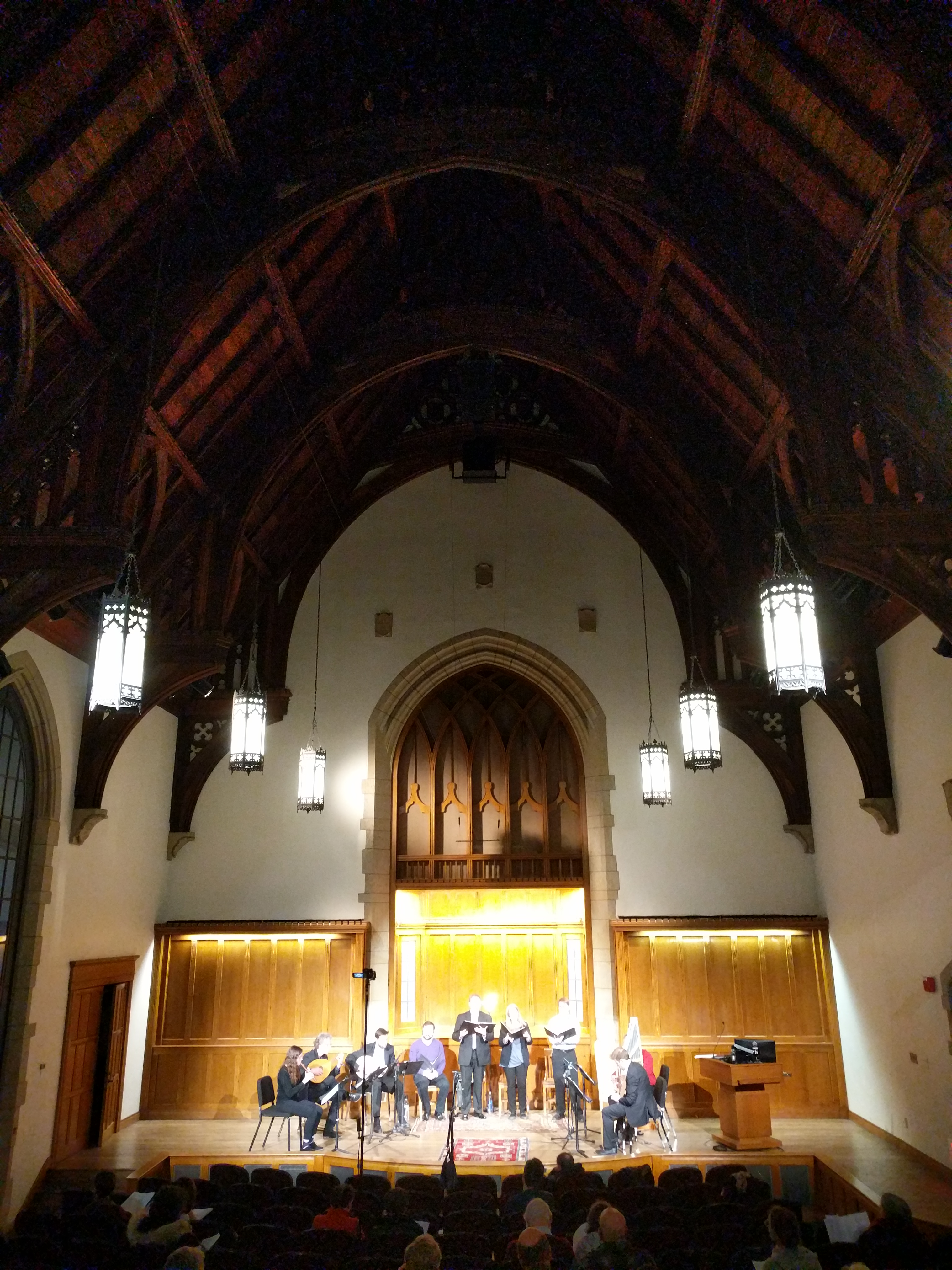
スドレー音楽堂

イェール音楽院（Yale School of Music、YSM）は、イェール大学の専門職大学院。
長らく東京クァルテットが教授を務めていた。

## 沿革
（公式サイトより翻訳）
- 1854年: ジョセフ・バテルがイェール大学に5,000ドルを寄付する。「この機会を利用できる学生たちに、音楽科学の教師をできる限り支援するため」。
- 1855年: イェール大学が、グスタフ・ジェイコブ・ストッケルを、教会音楽の講師、およびイェール大学のチャペル合唱団とその他の音楽活動の歌唱指導者として任命することを承認する。
- 1889年: ストッケルの広範なキャンペーンにより、イェール大学音楽学科（department of music）創設。
- 1890年: ギュスターヴ・ジェイコブ・ストッケルが、バッテル音楽教授に任命され、大学初の音楽教授となる。イェール大学では、初の単位取得可能な音楽コースを開設する。
- 1894年: イェール大学初の音楽学士号が4人のクラスに授与される。ギュスターヴ・ストッケルが退任し、後任として2人の教師が任命される。サミュエル・サイモンズ・サンフォードが応用音楽教授に、ホレイショ・パーカーがバテル音楽理論教授に任命される。サンフォード教授の尽力により、イェール音楽院が設立される。
- 1900年: モリス・スタイナートのキーボードなどのコレクションを寄贈し、「エール楽器コレクション」を設立。
- 1901年: イェール大学創立200周年を記念して、ウールジー・ホールを建設する。
- 1902年: ウールゼー・ホールにニューベリー記念オルガンを建設する。オルガンは、1915年と1928年に改修・拡張される。
- 1904年: ホレイショ・パーカーが音楽学部の学部長の称号を与えられる。
- 1917年: 音楽学校に新しい校舎ができる。スプラグ夫人と娘のエリザベス・スプラグ・クーリッジの寄付により、アルバート・アーノルド・スプラグ記念館が建設される。スタジオ、練習室、図書室、事務室、講堂など、学校全体がここに収容された。
- 1919年: ホレイショ・パーカー死去。デイビッド・スタンリー・スミスが新学部長に就任し、1940年まで在任する。
- 1932年: 大学院部門が設立され、イェール大学初の音楽修士号が授与される。
- 1939年: エレン・バッテル・ストッケルの遺贈により、エール・サマー・スクール・オブ・ミュージック／ノーフォーク室内楽フェスティバルが設立される。
- 1940年: ドイツから亡命した作曲家パウル・ヒンデミットが教授に就任する。
- 1941年: ブルース・サイモンズ、13年間の学部長任期を開始。古楽を研究するイェール・コレギウム・ムスキウムが設立される。
- 1953年： ヒンデミットがイェール大学を去り、ヨーロッパに戻る。
- 1954年: 1939年以来の教員であるルーサー・ノスが学長に就任。スプレイグ・ホールを改築し、急増する図書館を収容。音楽学部は、スタジオ施設と事務室の増設のためヨーク・ホールを取得。ヨーク・ホールは改装され、イェール大学初の音楽講師にちなんでストッケル・ホールと改称される。
- 1958年: 音楽院は大学院の専門職大学院となり、入学には学士号が必要で、音楽修士号のみが授与される。
- 1961年: イェール大学楽器コレクションが、現在のヒルハウス通り15番地に移転する。
- 1968年: 音楽芸術修士号および音楽芸術博士号を取得するための新しい大学院プログラムを追加する。
- 1970年: 音楽学者フィリップ・ネルソンが1980年まで学部長を務める。
- 1973年: 音楽、典礼、芸術を学際的に研究する大学院センター、イェール聖楽院（Yale Institute of Sacred Music,）が設立される。同校のオーケストラは「フィルハーモニア・オーケストラ・オブ・イェール」として知られ、オットー＝ヴェルナー・ミューラーが専属指揮者に就任。ポーランドの作曲家クシシュトフ・ペンデレツキが教授陣に加わり、6年間イェール大学で教える。
- 1976年: 東京クヮルテットがアーティスト・イン・レジデンスとして教授陣に加わる。
- 1980年: デューク大学音楽学科長を務めた音楽学者で古楽専門家のフランク・ティロが学部長に就任する。
- 1983年: アルド・パリソがエール・チェロズを結成。このアンサンブルはグラミー賞にノミネートされ、フランス、イギリス、韓国で公演を行う。
- 1989年: アメリカの作曲家エズラ・ラーダーマンが学長に就任。
- 1995年: ピアニストのロバート・ブロッカーが音楽学部の学部長としてイェール大学に加わる。
- 1997年：ロバート・ヴァンサイスの指揮のもと、イェール・パーカッション・グループが設立される。
- 1998年: 音楽図書館がスターリング記念図書館内に移転し、アーヴィング・S・ギルモア音楽図書館として再オープンする。
- 2003年: スプラグ・メモリアルホールは、大規模な改修を経て、モース・リサイタルホールに改修され、新しいレコーディングスタジオ、音楽技術研究センター、スマートクラスルームが設置され、再オープンする。
- 2005年: スティーブン・アダムス（59BA）とデニース・アダムスが1億ドルの寄付を行い、同校の教育プログラムを拡大し、全学生に授業料全額相当の奨学金を提供することを可能にする。
- 2006年: カレッジ・ストリート435番地の建物の改修工事が完了し、リー・ホールとして再オープン、教員のスタジオ、教室、オフィスが入る。
- 2007年: イェール・イン・ニューヨーク・コンサート・シリーズを開始し、カーネギーホールやニューヨークの他の会場でコンサートを開催する。
- 2008年: イェール・フィルハーモニアは、ソウル、北京、上海で初のアジア・ツアーを行う。
- 2013年: 東京クヮルテットが、国際的なコンサートの舞台から退き、長年にわたるイェール大学のレジデント・コンサートからも退く。ブレンターノ弦楽四重奏団が新たなクァルテット・イン・レジデンスに任命される。
- 2015年: ヘンドリー・ホールの大規模な建設・改修プロジェクトが始まり、アダムス・ミュージカル・アーツ・センターとして再オープンする。
- 2017年: 改修されたヘンドリー・ホールと先に改修されたリーホールをつなぐ新しい複合施設「アダムス音楽センター（Adams Center for Musical Arts）」が、春学期開始とともに利用を開始する。2017年2月16日にグランドオープニングセレモニーを開催。

## 教育
以下の学位を授与する。
- Master of Music (MM)  - 音楽修士
- Master of Musical Arts (MMA) - 音楽学修士
- Doctor of Musical Arts (DMA) - 音楽学博士

イェール・カレッジと共同して、学部生や学士修士一貫教育（B.A.−M.M.）も行っている。